# ياسويوكي ناكاي
ياسويوكي ناكاي (باليابانية: 中井康之؛ بالكانا: なかい やすゆき) هو لاعب كرة قاعدة ياباني، ولد في 7 أغسطس 1954 في كيوتو في اليابان، وتوفي في 9 أغسطس 2014 بسبب سرطان المريء.

## روابط خارجية
- ياسويوكي ناكاي على موقع الدوري الياباني لكرة القاعدة (الإنجليزية)